# Prima Divisione Lazio 1940-1941
Fu il quarto livello della XXXVIII edizione del campionato italiano di calcio.

La Prima Divisione (ex Seconda Divisione) fu organizzata e gestita dai Direttori di Zona.

Le finali per la promozione in Serie C erano gestite dal Direttorio Divisioni Superiori (D.D.S.) che aveva sede a Roma.
Il Direttorio XI Zona gestiva le squadre della regione Lazio.

## Girone A

### Squadre partecipanti
| Squadra                            | Città (provincia)   | Stagione precedente |
| ---------------------------------- | ------------------- | ------------------- |
| A.S. Alba Motor (B = riserve)      | Roma                |                     |
| G.A. Ala Littoria                  | Lido di Roma (RM)   |                     |
| U.S. Civitavecchiese (B = riserve) | Civitavecchia (RM)  |                     |
| G.S. Elettronica                   | Roma                |                     |
| G.S. Frascati                      | Frascati (RM)       |                     |
| U.S. Italia Nova                   | Roma-Porta Maggiore |                     |
| S.S. Latina                        | Roma                |                     |
| S.S. Tuscania                      | Tuscania (VT)       |                     |
| G.S. Vigili del Fuoco              | Roma                |                     |
| A.S. Viterbo                       | Viterbo             |                     |

### Classifica finale
|  | Pos. | Squadra           | Pt       | G  | V  | N | P  | GF | GS | QR    |
|  | ---- | ----------------- | -------- | -- | -- | - | -- | -- | -- | ----- |
|  | 1.   | VV.FF. Roma       | 30       | 17 | 14 | 2 | 1  | 41 | 4  |       |
|  | 2.   | Ala Littoria      | 26       | 17 | 12 | 2 | 3  | 51 | 17 |       |
|  | 3.   | Italia Nova       | 24       | 17 | 10 | 4 | 3  | 38 | 23 |       |
|  | 4.   | Latina Roma       | 16       | 17 | 6  | 4 | 7  | 17 | 20 | 0,850 |
|  | 5.   | Viterbo           | 16       | 17 | 7  | 2 | 8  | 23 | 36 | 0,638 |
|  | 6.   | Frascati          | 13       | 17 | 6  | 1 | 10 | 29 | 32 |       |
|  | 7.   | Elettronica       | 10       | 17 | 3  | 4 | 10 | 20 | 43 |       |
|  | 8.   | Alba Motor B      | 9        | 17 | 4  | 2 | 11 | 20 | 41 |       |
|  | 9.   | Civitavecchiese B | 8        | 17 | 4  | 1 | 12 | 19 | 40 |       |
|  | --   | Tuscania          | Ritirata |    |    |   |    |    |    |       |

Legenda:
      Ammesso alle finali regionali.
      Retrocesso in Seconda Divisione.
Regolamento:
Due punti a vittoria, uno a pareggio, zero a sconfitta.
Quoziente reti in caso di pari punti, per qualsiasi posizione di classifica.

## Girone B

### Squadre partecipanti
| Squadra                       | Città (provincia)    | Stagione precedente |
| ----------------------------- | -------------------- | ------------------- |
| G.I.L. Albano                 | Albano Laziale (RM)  |                     |
| D.A. B.P.D.                   | Colleferro (RM)      |                     |
| G.S. Cynthia                  | Genzano di Roma (RM) |                     |
| G.S. Fausto Cecconi           | Roma                 |                     |
| S.G.S. Fortitudo              | Roma                 |                     |
| G.I.L. Gaeta                  | Gaeta (LT)           |                     |
| U.S. Isola Liri               | Isola del Liri (FR)  |                     |
| G.S. M.A.T.E.R. (B = riserve) | Roma                 |                     |
| A.S. Trastevere               | Roma                 |                     |
| G.S. Trionfale                | Roma                 |                     |

### Classifica finale
|  | Pos. | Squadra        | Pt       | G  | V  | N | P  | GF | GS | QR    |
|  | ---- | -------------- | -------- | -- | -- | - | -- | -- | -- | ----- |
|  | 1.   | Trionfale      | 29       | 17 | 12 | 5 | 0  | 41 | 8  |       |
|  | 2.   | MATER B        | 25       | 17 | 9  | 7 | 1  | 65 | 10 |       |
|  | 3.   | BPD Colleferro | 21       | 17 | 8  | 5 | 4  | 22 | 13 |       |
|  | 4.   | Fausto Cecconi | 19       | 17 | 8  | 3 | 6  | 31 | 22 | 1,419 |
|  | 5.   | Cynthia        | 19       | 17 | 8  | 3 | 6  | 28 | 40 | 0,700 |
|  | 6.   | Isola Liri     | 13       | 17 | 4  | 5 | 8  | 30 | 45 | 0,666 |
|  | 7.   | Trastevere     | 13       | 17 | 5  | 3 | 9  | 26 | 44 | 0,590 |
|  | 8.   | Albano         | 11       | 17 | 3  | 5 | 9  | 27 | 52 |       |
|  | 9.   | Fortitudo      | 6        | 17 | 2  | 2 | 13 | 20 | 51 |       |
|  | --   | GIL Gaeta      | Ritirata |    |    |   |    |    |    |       |

Legenda:
      Ammesso alle finali regionali.
      Retrocesso in Seconda Divisione.
Regolamento:
Due punti a vittoria, uno a pareggio, zero a sconfitta.
Quoziente reti in caso di pari punti, per qualsiasi posizione di classifica.

## Girone finale
|  | Pos. | Squadra      | Pt | G | V | N | P | GF | GS | QR |
|  | ---- | ------------ | -- | - | - | - | - | -- | -- | -- |
|  | 1.   | Ala Littoria | 10 | 6 | 5 | 0 | 1 | 12 | 4  |    |
|  | 2.   | VV.FF. Roma  | 7  | 6 | 3 | 1 | 2 | 7  | 6  |    |
|  | 3.   | MATER B      | 6  | 6 | 2 | 2 | 2 | 9  | 11 |    |
|  | 4.   | Trionfale    | 1  | 6 | 0 | 1 | 5 | 5  | 12 |    |

Legenda:
      Promosso in Serie C 1941-1942.
Regolamento:
Due punti a vittoria, uno a pareggio, zero a sconfitta.
Quoziente reti in caso di pari punti, per qualsiasi posizione di classifica.

## Verdetti finali
- Ala Littoria campione Laziale di Prima Divisione e promosso in Serie C 1941-1942.
- Vigili del Fuoco ammesso in Serie C a completamento organici.[1]